# سانت كيتس ونيفيس
سانت كيتس ونيفس أو اتحاد القديس كريستوفر ونيفيس (بالإنجليزية: Saint Kitts and Nevis)  يقع في جزر الهند الغربية ضمن سلسلة جزر ليوارد وجزر الأنتيل الصغرى وهي دولة اتحادية من جزيرتين اثنتين. وهذه الدولة مع مساحة 261 كيلومترًا مربعًا من الأراضي، وعدد سكان يبلغ حوالي 48000 نسمة هي أصغر دولة ذات سيادة في الأمريكتين سواء من حيث المساحة أو عدد السكان.
العاصمة ومقر الحكومة الاتحادية هي باستير على جزيرة سانت كيتس. أما ولاية نيفيس الأصغر فتبعد حوالي 2 ميل (3 كم) جنوب شرق سانت كيتس عبر قناة ضحلة تسمى «الضيق» أو «ذ ناروز».
تاريخياً كانت التبعية البريطانية أنغويلا أيضاً جزء من هذا الاتحاد الذي كان يعرف آنذاك مجتمعاً باسم سانت كريستوفر وأنغويلا ونيفيس. تعد سانت كيتس ونيفيس جغرافياً جزءاً من جزر ليوارد. إلى الشمال والشمال الغربي تقع جزر سانت اوستاتيوس وسابا وسان بارتليمي وسانت مارتن. إلى الشرق والشمال الشرقي تقع كل من أنتيغوا وبربودا وإلى الجنوب الشرقي توجد الجزيرة الصغيرة غير المأهولة ريدوندا وجزيرة مونتسيرات التي يوجد فيها حالياً بركان نشط.
كانت جزيرتا سانت كيتس ونيفيس من بين الجزر الأولى في منطقة البحر الكاريبي التي استوطنها الأوروبيون. كما كانت سانت كيتس موطناً لأول المستعمرات البريطانية والفرنسية في البحر الكاريبي.

## أصل التسمية
أطلق هنود كاليناغو اسم «ليامويغا» على سانت كيتس. ترجمت هذه التسمية تقريباً إلى «الأرض الخصبة» في اللغة الإنجليزية مما يدل على طبيعة أرض الجزيرة البركانية الغنية ذات الإنتاجية العالية.
أما اسم نيفيس في مرحلة ما قبل كولومبوس كان «أوالي» الذي يترجم إلى «أرض المياه الجميلة» للدلالة على ينابيع المياه العذبة في الجزيرة والينابيع البركانية الحارة.
عندما شاهد كريستوفر كولومبوس ما يعرف الآن باسم جزيرة نيفيس عام 1498 أطلق عليها اسم جزيرة سان مارتن. لكن الخلط بين العديد من الجزر الصغيرة في جزر ليوارد انتهى بنقل التسمية إلى جزيرة أخرى عن غير قصد وهي الجزيرة المعروفة الآن باسم سانت مارتن.
الاسم الحالي «نيفيس» مشتق من الاسم الإسباني «نوسترا سنيورا دي لاس نيفيس». تعني التسمية الإسبانية سيدتنا للثلوج. لا يعرف من اختار هذا الاسم للجزيرة وإنما هو إشارة إلى قصة معجزة كاثوليكية حصلت في القرن الرابع الميلادي حول تساقط الثلوج على التلة الاسكويلينية في روما. ربما ذكرت الغيوم البيضاء التي عادة ما تكلل قمة ذروة نيفيس أحدهم بقصة معجزة تساقط الثلوج في المناخ الحار. أطلقت اسم «دولتشينا» على أولى المستعمرات البريطانية في الجزيرة ويعني «الحلوة». صمد في النهاية اسمها الإسباني ولكنه اختصر في النهاية إلى «نيفيس».
هناك بعض الخلاف على الاسم الذي أطلقه كولومبوس على سانت كيتس. أعتقد لسنوات عديدة أنه دعى الجزيرة باسم سان كريستوبال تيمناً باسم قديسه الراعي سانت كريستوفر، قديس السفر. تشير الدراسات الحديثة إلى أن كولومبوس سمى الجزيرة سانت ياغو (سانت جيمس). بينما أطلق اسم «سان كريستوبال» على ما يبدو على الجزيرة التي تعرف الآن باسم سابا وتقع 32 كم شمال غرب البلاد. ويبدو أن «سان كريستوبال» أطلق على جزيرة سانت كيتس فقط نتيجة لخطأ في رسم الخرائط. بغض النظر عن أصل الاسم فإن الجزيرة وثقت باسم سان كريستوبال في القرن السابع عشر. أبقى أول المستعمرين البريطانيين الترجمة الإنجليزية لهذا الاسم وسماها «جزيرة سانت كريستوفر». أصبح الاختصار كيت في القرن السابع عشر شائعاً لاسم كريستوفر وهكذا غالباً ما دعيت الجزيرة بشكل غير رسمي باسم «جزيرة سانت كيت» أو «سانت كيتس آيلاند» والذي تم اختصاره نهاية إلى «سانت كيتس».
يشير الدستور الحالي إلى الأمة على حد سواء باسم «سانت كيتس ونيفيس» و«سانت كريستوفر ونيفيس»، لكن «سانت كيتس ونيفيس» هو الشكل الأكثر شيوعاً سواء في البلاد أو خارجها.

## التاريخ
جزر سانت كيتس ونيفيس هما من أقدم المستعمرات في الكاريبي. أصبحت سانت كيتس أول مستعمرة بريطانية في منطقة البحر الكاريبي في عام 1624 ومن ثم أصبحت أول مستعمرة كاريبية فرنسية في عام 1625 عندما قررت الدولتان تقاسم الجزيرة.

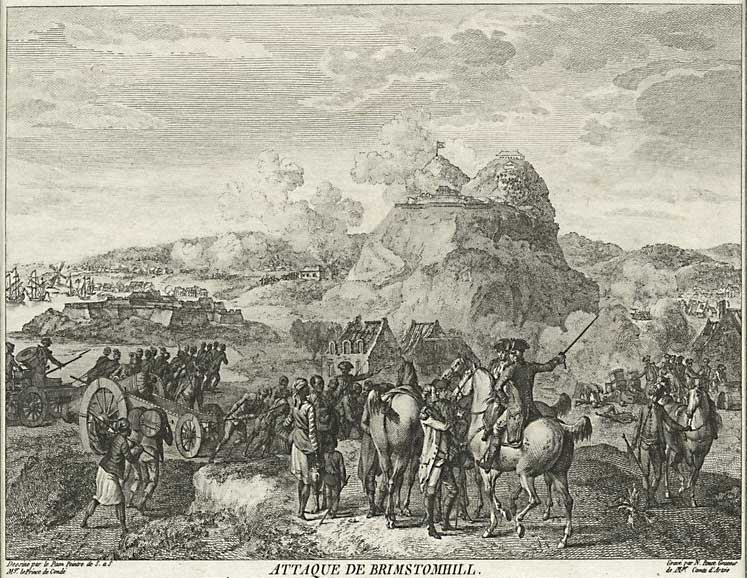
معركة سانت كيتس عام 1782.

قبل خمسة آلاف سنة من وصول الأوروبيين، استقر الأمريكيون الأصليون في الجزيرة. كان آخر الوافدين شعوب كاليناغو في ما يقرب من ثلاثة قرون قبل الأوروبيين. سمح الكاليناغو للأوروبيين باستعمار سانت كيتس، في حين فشلت محاولات استيطان الجزر الأخرى حيث دمرت جميع المستوطنات فوراً من قبل السكان الأصليين. أبيد كامل شعب الكالينغو لاحقاً في الإبادة الجماعية عام 1626.
استعمر الأوروبيون جزيرة نيفيس في 1628 من قبل المستوطنين البريطانيين في سانت كيتس. أصبحت سانت كيتس قاعدة التوسع الرئيسية للبريطانيين والفرنسيين حيث أن جزر أنتيغوا ومونتسيرات وأنغويلا وتورتولا استعمرها البريطانيون ومارتينيك وأرخبيل جوادلوب وسان بارتليمي استعمرها الفرنسيون.
في 1629 احتلت البعثة الإسبانية الجزيرتين ورحلت مستوطنيهما الإنكليز والفرنسيين إلى بلدانهم. مع ذلك فإنهم سرعان ما عادوا وأنشئوا مستعمراتهم. في أواخر القرن السابع عشر وأوائل القرن الثامن عشر اشتبكت الدولتان للسيطرة على الجزيرة وانتهى النزاع بسيطرة البريطانيين في عام 1713.
على الرغم من صغر حجمهما وأن المسافة الفاصلة بينهما لا تتعدى 3 كم (2 ميل) من المياه فإن الجزيرتين اعتبرتا ولايتين مختلفتين حتى أواخر القرن القرن التاسع عشر حيث وحدتا قسرا مع جزيرة أنغويلا من قبل البريطانيين. بسبب ذلك لا تزال العلاقات متوترة حيث تتهم سانت كيتس نيفيس بإهمال احتياجات نيفيس.
أصبحت كل من سانت كيتس ونيفيس وأنغويلا دولة مرتبطة ذات حكم ذاتي داخلي كامل في عام 1967. تمرد الأنغويليون فسمحت السلطات لجزيرتهم بالانفصال في عام 1971. استقلت سانت كيتس ونيفيس في عام 1983. وهي أحدث دولة ذات سيادة في الأمريكتين. في آب / أغسطس 1998 جرى تصويت في نيفيس في استفتاء على الانفصال عن سانت كيتس دون الحصول على أغلبية الثلثين المطلوبة. في أواخر أيلول / سبتمبر 1998 تسبب الإعصار جورج بخسائر قدرت قيمتها تقريباً بنحو 412,104,972.76$ ومحدودية نمو الناتج المحلي الإجمالي لذاك العام.

## السياسة
الدولة عضو مستقل في الكومنويلث حيث الملك تشارلز الثالث قائد الدولة ويمثلها في سانت كيتس ونيفيس الحاكم العام والذي يتصرف بناء على مشورة رئيس مجلس الوزراء ومجلسه. رئيس الوزراء هو زعيم حزب الأغلبية في مجلس النواب بينما يدير مجلس الوزراء شؤون الدولة.
تمتلك سانت كيتس ونيفيس مجلساً تشريعياً واحداً يعرف باسم الجمعية الوطنية. تتألف الجمعية الوطنية من 14 عضواً: 11 منهم منتخبون (ثلاثة من جزيرة نيفيس) وثلاثة شيوخ يعينهم الحاكم العام. يتم تعيين اثنين من الشيوخ بناء على نصيحة رئيس الوزراء والثالث على نصيحة زعيم المعارضة. خلافاً لما هو الحال في بلدان أخرى، فإن شيوخ المجلس لا يشكلون مجلساً منفصلاً في البرلمان ولكنهم يشاركون في الجمعية الوطنية إلى جانب النواب. يخدم جميع أعضاء المجلس لولاية مدتها خمس سنوات. رئيس مجلس الوزراء والحكومة مسؤولون أمام البرلمان.
سانت كيتس ونيفيس عضو مساهم كامل العضوية في مجموعة الكاريبي ومنظمة دول شرق البحر الكاريبي.

## التقسيم الإداري
تنقسم فدرالية سانت كيتس ونيفيس (سانت كريستوفر ونيفيس ) إلى أربع عشرة أبرشية: تسع منها في سانت كيتس وخمس في نيفيس. وتقع العاصمة باسكتير في أبرشية سانت جورج باستير وجنوب أبرشية سانت بيتر باستير.

أبرشيات ناست كيتس ونيفيس

| م  | الأبرشية                 | العاصمة          | الجزيرة   | المساحة كم 2 | تعداد السكان (2001) |  |
| -- | ------------------------ | ---------------- | --------- | ------------ | ------------------- |  |
| 1  | كنيسة المسيح نيكولا تاون | نيكولا           | سانت كيتس | 18           | 2,059               |  |
| 2  | سانت آن ساندي بوينت      | ساندي بوينت      | سانت كيتس | 13           | 3,140               |  |
| 3  | سانت جورج باستير         | باستير           | سانت كيتس | 29           | 13,220              |  |
| 4  | سانت جورج جنجرلاند       | ماركت شوب        | نيفيس     | 18           | 2,568               |  |
| 5  | سانت جيمس ويندوارد       | نيوكاسل          | نيفيس     | 32           | 1,836               |  |
| 6  | سانت جون كابستير         | ديبي باي         | سانت كيتس | 25           | 3,181               |  |
| 7  | سانت جون فيغتري          | فيغتري           | نيفيس     | 22           | 2,922               |  |
| 8  | سانت ماري كايون          | كايون            | سانت كيتس | 15           | 3,374               |  |
| 9  | سانت بول كابستير         | سانت بول كابستير | سانت كيتس | 14           | 2,460               |  |
| 10 | سانت بول تشارلز تاون     | تشارلز تاون      | نيفيس     | 4            | 1,820               |  |
| 11 | سانت بيتر باستير         | مونكي هيل        | سانت كيتس | 21           | 3,472               |  |
| 12 | سانت توماس لولاند        | كوتن غراوند      | نيفيس     | 18           | 2,035               |  |
| 13 | سانت توماس مدل آيلاند    | مدل آيلاند       | سانت كيتس | 25           | 2,332               |  |
| 14 | ترينيتي بالميتو بوينت    | بالميتو بوينت    | سانت كيتس | 16           | 1,692               |  |

## الجغرافيا

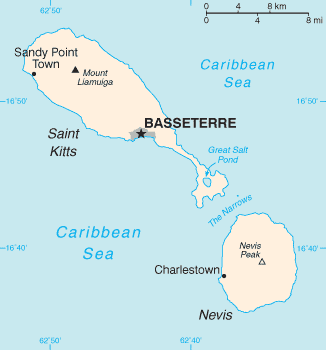
خريطة سانت كيتس ونيفيس

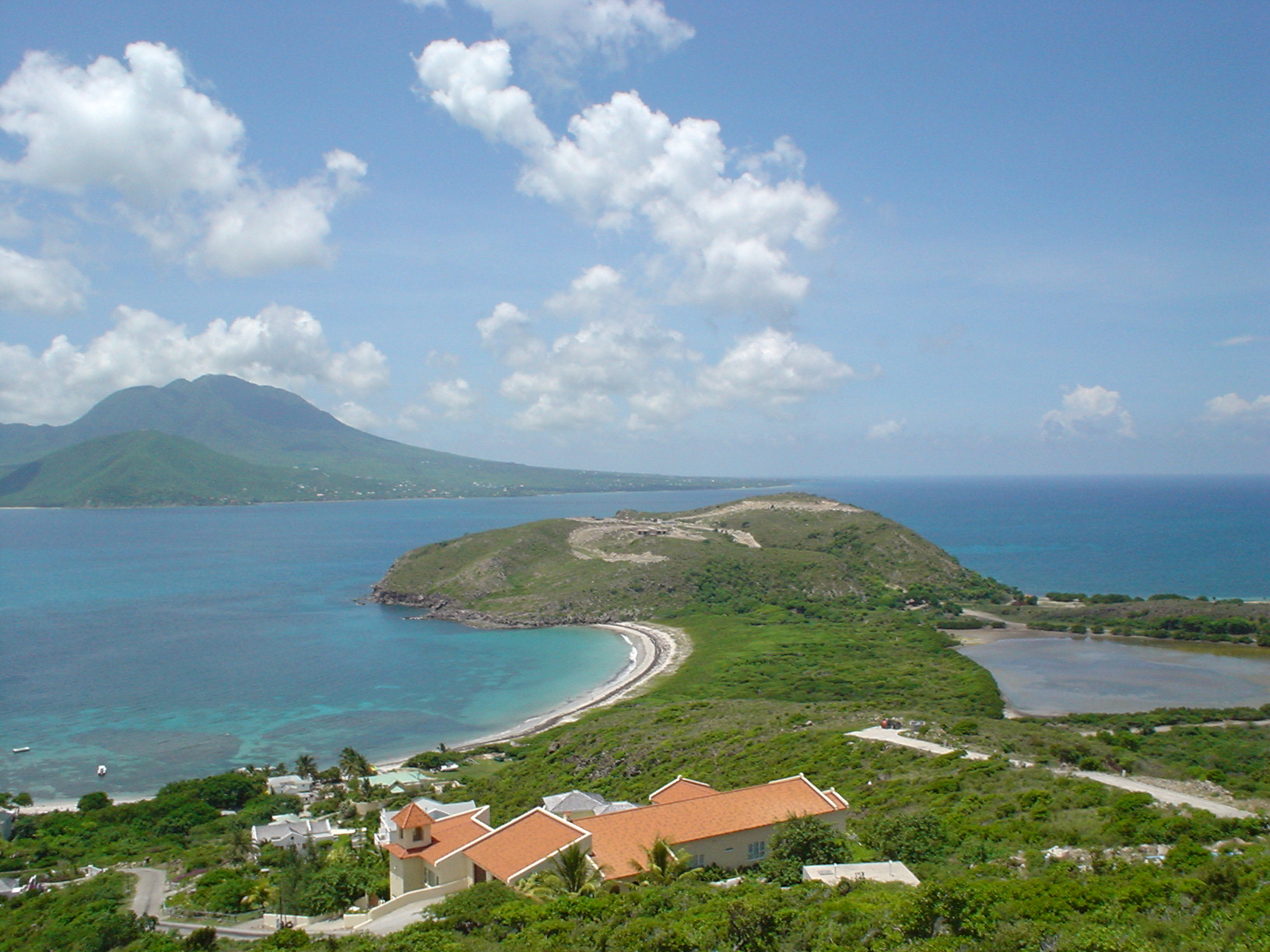
منظر لنيفيس من سانت كيتيس.

تتألف الدولة من جزيرتين رئيسيتين هما سانت كيتس ونيفيس. يبلغ ارتفاع أعلى قممها 1,156 مترا في جبل ليامويغا.
الجزر بركانية المنشأ مع وجود قمم مركزية كبيرة تغطيها الغابات الاستوائية المطيرة. أما المنحدرات الشديدة التي تقود إلى هذه القمم فهي في معظمها غير مأهولة. تقطن الغالبية العظمى من السكان في كلتا الجزيرتين بالقرب من السواحل حيث التضاريس المستوية. هناك العديد من الأنهار المنحدرة من الجبال في كلا الجزيرتين والتي توفر المياه العذبة للسكان. كما يوجد في سانت كيتس أيضاً بحيرة صغيرة.

## الاقتصاد
يعتمد اقتصاد اتحاد سانت كيتس ونيفيس على السياحة بشكل رئيس والزراعة والصناعات الخفيفة. كان السكر الصادر الرئيسي للبلاد منذ أربعينات القرن السابع عشر، لكن ارتفاع تكاليف الإنتاج وانخفاض أسعار السوق العالمية دفعت بالحكومة للحد من الاعتماد عليه وتنويع القطاع الزراعي. في عام 2005 قررت الحكومة إغلاق شركة السكر المملوكة للدولة التي شهدت خسائر ساهمت جداً في العجز المالي. لا تزال مزارع قصب السكر السابقة تهيمن على المشهد في سانت كيتس ولكن تم حرق العديد منها لإفساح المجال لتطوير الأراضي وخاصة في الجانب الشمالي من الجزيرة في رعيات سانت جون كابيستير وكرايستشيرش. يجري حالياً تطوير القطاع الزراعي والسياحي والصناعة التصديرية والقطاعات المصرفية الخارجية وتلعب الآن أكبر الأدوار في اقتصاد البلاد. أصبح النمو في قطاع السياحة المصدر الرئيسي للنقد الأجنبي لسانت كيتس ونيفيس. كما طورت البلاد صناعة ناجحة في قطاع الملابس وواحدة من أكبر الصناعات التجميعية الإلكترونية في منطقة البحر الكاريبي.
خلال التسعينات من القرن الماضي سجلت سانت كيتس ونيفيس نمو ناتج محلي إجمالي سنوي بمقدار 5.5%، لكن هذا النمو توقف في عامي 1998-1999 بسبب التأثير المدمر للأعاصير التي ضربت البلاد. أدت إعادة الإعمار في مرحلة ما بعد الإعصار إلى استئناف النمو الاقتصادي في عام 2000 مع نمو الناتج المحلي الإجمالي بمقدار 6.2%. بدأ عام 2001 بشكل جيد بما فيه الكفاية على الرغم من أن الطفرة في قطاع البناء في مرحلة ما بعد الإعصار قد انتهت وتراجع معدل النمو عن عام 2000. بعد 11 أيلول / سبتمبر تراجعت أعداد السياح بشكل كبير وتراجعت معها الأنشطة في القطاعات ذات الصلة مثل بناء الطرق ومبيعات التجزئة وطبعاً إلى جانب السياحة. نتيجة لذلك انخفض نمو الناتج المحلي الإجمالي إلى حد كبير في عامي 2001 و 2002. انتعش النشاط الاقتصادي منذ عام 2003 نتيجة للنمو القوي في مجال السياحة. بالنظر إلى المستوى العالي من الدين العام فإن البلاد في حاجة إلى سياسة مالية حكيمة لضمان النمو الاقتصادي المستدام.
خلال العديد من السنوات اعتمدت هذه الجنة الكاريبية على السياحة لدفع اقتصادها. أحد المشاريع السياحية التي تدفع عجلة هذا القطاع هو مشروع تطوير أوشن إيدج الجديد. فضلاً عن ذلك فهو أيضاً مشروع معتمد للمواطنة من قبل برنامج الاستثمار لاتحاد سانت كيتس ونيفيس والمنصوص عليه في قانون الجنسية لعام 1984. حيث أنه يحق لكل مستثمر يستثمر 350,000$ كحد أدنى في وحدة أو فيلا في المشروع أن يتقدم بطلب الحصول على جنسية اتحاد سانت كيتس ونيفيس.
يدعم النمو الاقتصادي حالياً ببرامج جديدة يجري تطويرها للمساعدة على تحسين المجتمعات المحلية في سانت كيتس. بحلول عام 2012 سيقوم مشروع تطوير كيتيشيان هيل (يدخل أيضاً في الحصول على الجنسية عن طريق الاستثمار) وسيكون نقطة المركز لتحسين الاقتصاد من خلال قيادة العديد من البرامج المجتمعية الجديدة مثل:
- معهد ضيافة سيعمل على تدريب السكان المحليين على تجارة الضيافة بدلاً من استيراد اختصاصيين أجانب.
- برنامج إرشاد زراعي من شأنه أن يعمل مع المجتمع المحلي لمساعدة المزارعين في اختيار المحاصيل والتقنيات الزراعية المستدامة مثل الزراعة العضوية. سيكون هناك أيضاً سوق سبت منتظم للمزارعين، مما يسمح بالتداول المباشر بين الضيوف والمزارعين.
- برامج كمبيوتر وإنترنت من شأنها أن تصل في النهاية إلى نقطة كمبيوتر محمول لكل طفل في المجتمعات المحلية المحيطة ومساعدة الأطفال للحصول على مدخل لشبكة الإنترنت والتدريب المناسب لاستخدامها.
- برنامج تطوير أعمال صغير يحفز ويشجع روح المبادرة في المجتمع ويعمل على تطوير الأعمال التجارية الصغيرة.

كما أقرّت مشاريع تنموية أخرى في سانت كيتس ستستمر في دعم النمو الاقتصادي المستقبلي للجزيرة.

## الجنسية
تمتع «سانت كيتس ونيفيس» بأقدم مبادرة للحصول على الجنسية عن طريق للاستثمار في العالم (أُطلقت المبادرة عام 1984).
• يتيح جواز السفر الصادر عن جزيرتي سانت كيتس ونيفيس إمكانية السفر بدون
تأشيرة إلى أكثر من 150 دولة، تشمل جميع دول الاتحاد الأوروبي، والمملكة المتحدة، وأيرلندا، ومنطقة البحر الكاريبي، ودول الكومنولث.
كما يمكن للمواطنين في كثير من الأحيان الحصول على تأشيرات سفر طويلة الأجل للولايات المتحدة
الأمريكية.
• لا يضع اتحاد الجزيرتين أي شروط تتعلق بالإقامة، كما لا يفرض ضرائب على الدخل
أو الثروة أو الميراث.
• لا يوجد أي شرط يتعلق بزيارة جزيرتي «سانت كيتس ونيفيس» من أجل التأهل للحصول على الجنسية من خلال الاستثمار العقاري، رغم خضوع جميع المتقدمين لتحقيق أمني صارم.
• تخضع عملية منح الجنسية للسلطة التقديرية للحكومة، ولا يوجد ما يضمن لمقدم الطلب
الموافقة على طلبه.

## التعليم
توجد ثمانية مدارس ثانوية حكومية في سانت كيتس ونيفيس والعديد من المدارس الثانوية الخاصة.

### المدارس الثانوية الحكومية
- مدرسة كايون الثانوية.
- مدرسة باسيتير الثانوية.
- مدرسة واشنطن أرشيبالد الثانوية.
- مدرسة فيرتشيلدز الثانوية.
- مدرسة ساندي بوينت الثانوية.
- مدرسة تشارلزتاون الثانوية.
- مدرسة جنجرلاند الثانوية.
- مدرسة سادلرز الثانوية.
- مدرسة سوت لات الثانوية

### المدارس الخاصة
- مدرستا دير سانت تريزا ودير سانت جوزف دمجتا في عام 2010 لتشكيل مدرسة الحبل الطاهر الكاثوليكية من الروضة حتى الصف الحادي عشر وهي المرحلة الأخيرة في التعليم الثانوي الكاريبي.
- مدرسة لين جيفرز الثانوية.
- مدرسة لين جيفرز للتعليم الأساسي.
- مدرسة سانت كريستوفر التحضيرية.

## الديموغرافيا
يمكن توزيع سكان البلاد إلى المجموعات العرقية التالية: من أصل أفريقي 90.4 ٪ و 5 ٪ من المولاتو السمر و 3% من أصول هندو باكستانية و 1% بريطانيون وبرتغاليون ولبنانيون وآخرون بنسبة 0.6 ٪.
في تموز / يوليو 2000 بلغ عدد السكان 42,696 نسمة؛ كما كان متوسط العمر المتوقع 72.4 عاماً. الهجرة العكسية مرتفعة تاريخياً وأدت المستويات العالية منها إلى انخفاض مستمر في عدد سكان البلاد بنحو 25 ٪ منذ ذروتها بحوالي 51,100 في عام 1960.
الهجرة من سانت كيتس ونيفيس إلى الولايات المتحدة:
- 1986-1990 : 3,513
- 1991-1995 : 2,730
- 1996-2000 : 2,101
- 2001-2005 : 1,756

الهجرة من سانت كيتس ونيفيس إلى المملكة المتحدة:
- أظهر التعداد السكاني لعام 2001 أن 7,091 من شعب سانت كيتس ونيفيس ولدوا في المملكة المتحدة، مع ما يقرب من 20,000 ذوي أصول مباشرة.

### الدين
الدين في سانت كيتس ونيفيس (2011)
- المسيحية

يعتبر أغلبية سكان سانت كيتس ونيفيس من أتباع الديانة المسيحية بأغلبية ساحقة تصل إلي 88%، ومعظمهم من الطائفة الأنجليكانية والميثودية والطوائف البروتستانتية الأخرى ، أما الروم الكاثوليك فيخدمون رعويًا من قبل أبرشية القديس يوحنا-باستير الرومانية الكاثوليكية ، بينما يخدم الأنجليكانيون أبرشية شمال شرق الكاريبي وأروبا.
- الهندوسية

تعتبر الهندوسية ثاني أكبر دين في سانت كيتس ونيفيس حيث تصل إلي 1.82% من السكان. وأغلب من يتبع الهندوسية هم الهنود الكتيتيون والهندو نيفيس وهم مواطنو سانت كيتس ونيفيس الذين ترجع أصولهم إلى دولة الهند.
- الإسلام

مع الرغم من أن معظم السكان من أتباع المسيحية و(الهندوسية) إلا أن يوجد عدد من السكان يتبعون دين الإسلام ولكنهم أقلية صغيرة للغاية.
وفقًا لتقرير مركز بيو للأبحاث لعام 2009، يشكل المسلمون حوالي 0.1 ٪ من السكان في سانت كيتس ونيفيس.وهم بالجزيرتين مركزين إسلاميين وعدة جمعيات، والجزر هي موطن لمركزين / مسجد للمسلمين والعديد من المنظمات الإسلامية. المنظمات الطلابية المسلمة موجودة أيضًا في الجامعات المحلية مثل كلية الطب بجامعة وندسور.

## الثقافة
تعرف سانت كيتس ونيفيس بعدد من الاحتفالات الموسيقية بما في ذلك كرنفال (18 ديسمبر - 3 يناير في سانت كيتس). أما في الأسبوع الأخير في حزيران / يونيو فينطلق مهرجان سانت كيتس للموسيقى، بينما يستمر مهرجان كلتوراما في نيفيس من نهاية تموز / يوليو إلى أوائل آب / أغسطس.
تضم المهرجانات الأخرى في جزيرة سانت كيتس مهرجان المدينة الداخلية في شباط / فبراير في مولينيو. مهرجان الوادي الأخضر عادة يوم اثنين ويت في قرية كايون. أما إيستيراما فيقع حول عيد الفصح في قرية ساندي بوينت؛ مهرجان تاب في تموز / يوليو أو آب / أغسطس في قرية تابرناكل. ومهرجان كابيستير في فترة عيد الاستقلال في سانت كيتس ونيفيس (19 أيلول / سبتمبر) في منطقة كابيستير. تتميز هذه الاحتفالات عادة بمواكب ورقصات في الشوارع على أنغام السالسا والجاز وسوكا وكاليبسو وستيلبان.

### الرياضة
الكريكيت ذات شعبية في سانت كيتس ونيفيس، وتزود البلاد فريق الهند الغربية بلاعبين متميزين منهم روناكو مورتون من نيفيس. كما أن سانت كيتس ونيفيس هي أصغر دولة على وجه الأرض تستضيف حدثاً في كأس العالم للكريكيت حيث كانت أحد مستضيفي كأس العالم للكريكيت 2007.
أما منتخب سانت كيتس ونيفيس الوطني لكرة القدم والمعروف أيضا باسم «شوغر بويز» شهد بعض النجاح الدولي في السنوات الأخيرة ليتقدم إلى الدور نصف النهائي من التصفيات المؤهلة لكأس العالم 2006 لكرة القدم في منطقة الكونكاكاف. حيث استطاعوا بقيادة غلينس غلاسكو هزيمة الجزر العذراء الأمريكية وبربادوس قبل أن يسقطوا على يدي المكسيك وسانت فنسينت والجرينادينز وترينيداد وتوباغو.
يدير اتحاد سانت كيتس ونيفيس للبلياردو اللعبة في البلاد. كما أنه عضو في اتحاد البلياردو البحر الكاريبي، حيث ستي وليامز رئيس اتحاد سانت كيتس ونيفيس هو أيضاً نائب رئيس اتحاد الكاريبي.
كيم كولينز هو أشهر عدائي البلاد. فاز بميداليات ذهبية في سباق 100 متر في كل من بطولة العالم في ألعاب القوى وفي دورة ألعاب الكومنولث وفي دورة الألعاب الأولمبية في سيدني عام 2000 كان أول رياضي في البلاد يصل إلى نهائي أولمبي. مثل هو وثلاثة من الرياضيين الآخرين سانت كيتس ونيفيس في الألعاب الأولمبية الصيفية 2008 في بكين.
منحت الكاتبة الأميركية والمتزلجة السابقة كاثرين بيرتين الجنسية المزدوجة في محاولة لتمثل البلاد في دورة الألعاب الأولمبية الصيفية 2008 في سباق الدراجات للمرأة. دونت قصتها عبر الإنترنت في موقع «إي إس بي إن» كجزء من ميزة الموقع «إي تيكيت» المعنونة «إذن تريد أن تصبح رياضياً أولمبياً؟» لكنها فشلت في نهاية المطاف في كسب النقاط اللازمة للتأهل للأولمبياد.

## روابط خارجية
الحكومية
- سانت كيتس ونيفيس الموقع الرسمي لخدمة معلومات الدولة
- سانت كيتس ونيفيس موقع الحكومة الرسمي
- برنامج المواطنة بالإستثمار لسانت كيتس ونيفيس
- سانت كيتس ونيفيس الموقع الرسمي لوكالة التسويق للإستثمار
- سانت كيتس ونيفيس اللجنة التنظيمية للخدمات المالية

معلومات عامة
- سانت كيتس ونيفيس من مكتبة كولورادو
- ملف سانت كيتس ونيفيس من بي بي سي نيوز

خرائط
- لشوارع وطبوغرافية الدولة
- الكاريبي أون لاين، خريطة سانت كيتس ونيفيس نسخة محفوظة 12 أغسطس 2012 على موقع واي باك مشين.

سياحية
- سلطة السياحة في نيفيس – موقع رسمي
- سلطة السياحة في سانت كيتس – موقع رسمي
- مهرجان موسيقى سانت كيتس – الموقع الرسمي للمهرجان الموسيقى السنوي